# RRC Tournaisien
RRC Tournaisien – belgijski klub piłkarski, mający siedzibę w mieście Tournai, w środkowej części kraju, działający w latach 1908–2002.

## Historia
Chronologia nazw:
- 1908: Racing Club Tournaisien
- 1933: Royal Racing Club Tournaisien
- 2002: klub rozwiązano – po fuzji z R. US Tournaisien

Klub sportowy Racing Club Tournaisien został założony w miejscowości Tournai w 1908 roku z inicjatywy studentów Félixa Delannay i Georgesa Syoena. 21 maja 1909 klub dołączył do UBSSA, ale do 1910 roku rozgrywał jedynie mecze towarzyskie. W sezonie 1911/12 rozpoczął występy na poziomie regionalnym w nowej dzielnicy na Rue de la Culture. Najpierw zwyciężył w trzeciej dywizji w grupie Hainaut i w 1912 awansował do drugiej dywizji. W 1914 po rozpoczęciu I wojny światowej rozgrywki piłkarskie zostały zawieszone na cztery lata. Po wojnie infrastruktura została zniszczona i klub znalazł nowe boisko na Rue des Sorbiers. W 1921 roku powstało stowarzyszenie Maison Des Sports, którego główną sekcją sportową była piłka nożna. Stowarzyszenie nabyło budynek przy Rue Roc Saint-Nicaise w 1922 roku, a w 1923 teren dla boiska Drève de Mairie.
W 1926 roku po utworzeniu trzeciego poziomu krajowego klub startował w Promotion (D3), gdzie zajął 8.miejsce w série A. W grudniu 1926 roku w belgijskiej piłce nożnej powstał rejestr matriculaire, czyli rejestr klubów zgodnie ich dat założenia. Klub otrzymał nr rejestracyjny matricule 36. W 1933 roku klub został uznany przez "Société Royale" w związku z czym przemianowany na Royal Racing Club Tournaisien. W sezonie 1938/39 zajął pierwsze miejsce w Promotion série C i otrzymał promocję do Division 1. Ale wybuch II wojny światowej zatrzymał na dwa lata debiut na drugim poziomie. W sezonie 1941/42 debiutował w Division 1, a w 1949 spadł z powrotem do Promotion.
W sezonie 1951/52 drużynie udało się wygrać rozgrywki w Promotion série B, ale tak jak latem 1952 roku nastąpiła reforma systemu lig i druga dywizja została skrócona, to klub pozostał na trzecim poziomie. W Division 3 zespół grał do 1955, awansując do Division 2. W sezonie 1957/58 zajął drugie miejsce w drugiej dywizji i uzyskał historyczny awans do Division 1. Debiutowy sezon na najwyższym poziomie zakończył na przedostatnim 15.miejscu i spadł z powrotem do drugiej dywizji. W 1962 roku klub został zdegradowany do Division 3. Pięć lat później wrócił do drugiej dywizji. W 1970 ponownie spadł do Division 3, a w 1976 nawet do Promotion (D4). Od 1979 do 1986 przez siedem sezonów występował w trzeciej dywizji. W 1996 po zajęciu pierwszej pozycji w Promotion série A awansował znów do trzeciej dywizji. W sezonie 1999/00 zajął piąte miejsce w Division 3 série A, ale z powodu problemów finansowych został zdegradowany do czwartej dywizji. W sezonie 2001/02 zespół uplasował się na 8.pozycji w Promotion série A.
W maju 2002 roku klub połączył się z lokalnym rywalem R. US Tournai (matricule 26). Tak więc numer 36 został skreślony z listy URBSFA, po czym klub został rozwiązany. Powstał nowy klub, który został nazwany RFC Tournai i otrzymał numer 26.

## Barwy klubowe, strój
|  |  |

Klub ma barwy żółto-czarne. Zawodnicy domowe spotkania zazwyczaj grają w żółtych koszulkach, czarnych spodenkach oraz żółtych getrach.

## Sukcesy

### Trofea międzynarodowe
Nie uczestniczył w rozgrywkach europejskich (stan na 31-05-2020).

### Trofea krajowe
| \| \| Zdobyte trofea w rozgrywkach Belgii (stan na: 31-05-2020) \| |                                                           |      |          |
| Rozgrywki                                                          | Osiągnięcie                                               | Razy | Sezon(y) |
| Mistrzostwo                                                        | I miejsce                                                 | 0    |          |
| Mistrzostwo                                                        | II miejsce                                                | 0    |          |
| Mistrzostwo                                                        | III miejsce                                               | 0    |          |
| Mistrzostwo                                                        | 15.miejsce                                                | 1    | 1958/59  |
| Puchar                                                             | zdobywca                                                  | 1    | 1955/56  |
| Puchar                                                             | finalista                                                 | 0    |          |
| II liga                                                            | I miejsce                                                 | 0    |          |
| II liga                                                            | II miejsce                                                | 1    | 1957/58  |
| II liga                                                            | III miejsce                                               | 0    |          |
| Belgia                                                             | Zdobyte trofea w rozgrywkach Belgii (stan na: 31-05-2020) |      |          |

- Promotion/Division 3 (D3):
  - mistrz (4x): 1938/39 (C), 1951/52 (B), 1954/55 (B), 1966/67 (A)
  - wicemistrz (1x): 1950/51 (B)
  - 3.miejsce (2x): 1953/54 (A), 1965/66 (B)

- Promotion (D4):
  - mistrz (2x): 1978/79 (B), 1995/96 (A)
  - wicemistrz (2x): 1992/93 (A), 1994/95 (A)
  - 3.miejsce (1x): 1977/78 (C)

## Poszczególne sezony

### Rozgrywki międzynarodowe

#### Europejskie puchary
Nie uczestniczył w rozgrywkach europejskich.

### Rozgrywki krajowe
| \| Belgia \| Bilans występów klubu w rozgrywkach piłkarskich Belgii (Stan na 31 maja 2020 r.) \| \| |                                                                                  |        |       |   |   |   |    |    |     |                                                                  |        |        |      |
| Poziom                                                                                              | Rozgrywki                                                                        | Sezony | Mecze | Z | R | P | B+ | B– | Pkt | Lata                                                             | Awanse | Spadki | Naj. |
| I                                                                                                   | Division 1                                                                       | 1      |       |   |   |   |    |    |     | 1958/59                                                          | 0      | 1      | 15   |
| II                                                                                                  | Division 1/ Division 2                                                           | 16     |       |   |   |   |    |    |     | 1941–1944, 1945–1949, 1955–1958, 1959–1962, 1967–1970            | 1      | 3      | 2    |
| III                                                                                                 | Promotion/ Division 3                                                            | 42     |       |   |   |   |    |    |     | 1926–1939, 1949–1955, 1962–1967, 1970–1976, 1979–1986, 1996–2001 | 3      | 3      | 1    |
| IV                                                                                                  | Promotion                                                                        | 16+    |       |   |   |   |    |    |     | 1912–19??, 1976–1979, 1986–1996, 2001/02                         | 3      | 0      | 1    |
| V                                                                                                   | Division 3 Groupe Hainaut                                                        | 1      |       |   |   |   |    |    |     | 1911/12                                                          | 1      | 0      | 1    |
| | Puchar Belgii                                                                    | 12+    |       |   |   |   |    |    |     | 1926–2002                                                        | 0      | 0      | 1    |
| Belgia                                                                                              | Bilans występów klubu w rozgrywkach piłkarskich Belgii (Stan na 31 maja 2020 r.) |        |       |   |   |   |    |    |     |                                                                  |        |        |      |

## Struktura klubu

### Stadion
Klub piłkarski rozgrywał swoje mecze domowe na Drève de Maire w Tournai o pojemności 9000 widzów.

## Kibice i rywalizacja z innymi klubami

### Derby
- US Tournai